# Macloud
Macloud (* 2. August 1988 in Essen; bürgerlich Laurin Auth) ist ein deutscher Musikproduzent und Rapper. Er war früher auch unter dem Künstlernamen Bad Educated aktiv. Seine Produktionen entstehen häufig zusammen mit Miksu. Durch die Producer Tags in den produzierten Tracks erreichten beide größere Bekanntheit.

## Leben
Laurin Auth wuchs in Altenessen auf. 2011 trat er erstmals mit dem Video zu 2 the fullest in Erscheinung. Das Lied stammt aus dem gleichnamigen Mixtape, das im September 2011 erschien. 2014 folgte das Mixtape Untergrund Classic und 2016 das Mixtape Untergrund Classic Nr. 2. Anschließend war er gemeinsam mit Miksu, ehemals Joshimixu, größtenteils als Produzent tätig.

## Diskografie
Kollaboalben

| Jahr | Titel Musiklabel            | Höchstplatzierung, Gesamtwochen, AuszeichnungChartplatzierungen (Jahr, Titel, Musiklabel, Platzierungen, Wochen, Auszeichnungen, Anmerkungen) | Höchstplatzierung, Gesamtwochen, AuszeichnungChartplatzierungen (Jahr, Titel, Musiklabel, Platzierungen, Wochen, Auszeichnungen, Anmerkungen) | Höchstplatzierung, Gesamtwochen, AuszeichnungChartplatzierungen (Jahr, Titel, Musiklabel, Platzierungen, Wochen, Auszeichnungen, Anmerkungen) | Anmerkungen                                              |
| Jahr | Titel Musiklabel            | DE | AT | CH | Anmerkungen                                              |
| ---- | --------------------------- | --- | --- | --- | -------------------------------------------------------- |
| 2021 | Futura Futura (GA)          | DE31 (2 Wo.)DE | AT15 (2 Wo.)AT | CH25 (1 Wo.)CH | Erstveröffentlichung: 23. April 2021 mit Miksu           |
| 2023 | Oops! Futura (GA)           | DE65 (1 Wo.)DE | AT28 (1 Wo.)AT | — | Erstveröffentlichung: 24. Februar 2023 mit Miksu & T-Low |
| 2023 | Teil vom Ganzen Futura (GA) | DE68 (1 Wo.)DE | AT64 (1 Wo.)AT | — | Erstveröffentlichung: 4. August 2023 mit Miksu           |

## Auszeichnungen
Deutscher Musikautorenpreis
- 2023: „Erfolgreichstes Werk 2022“ für Sehnsucht (mit Miksu und T-Low)[3]